# Tipi

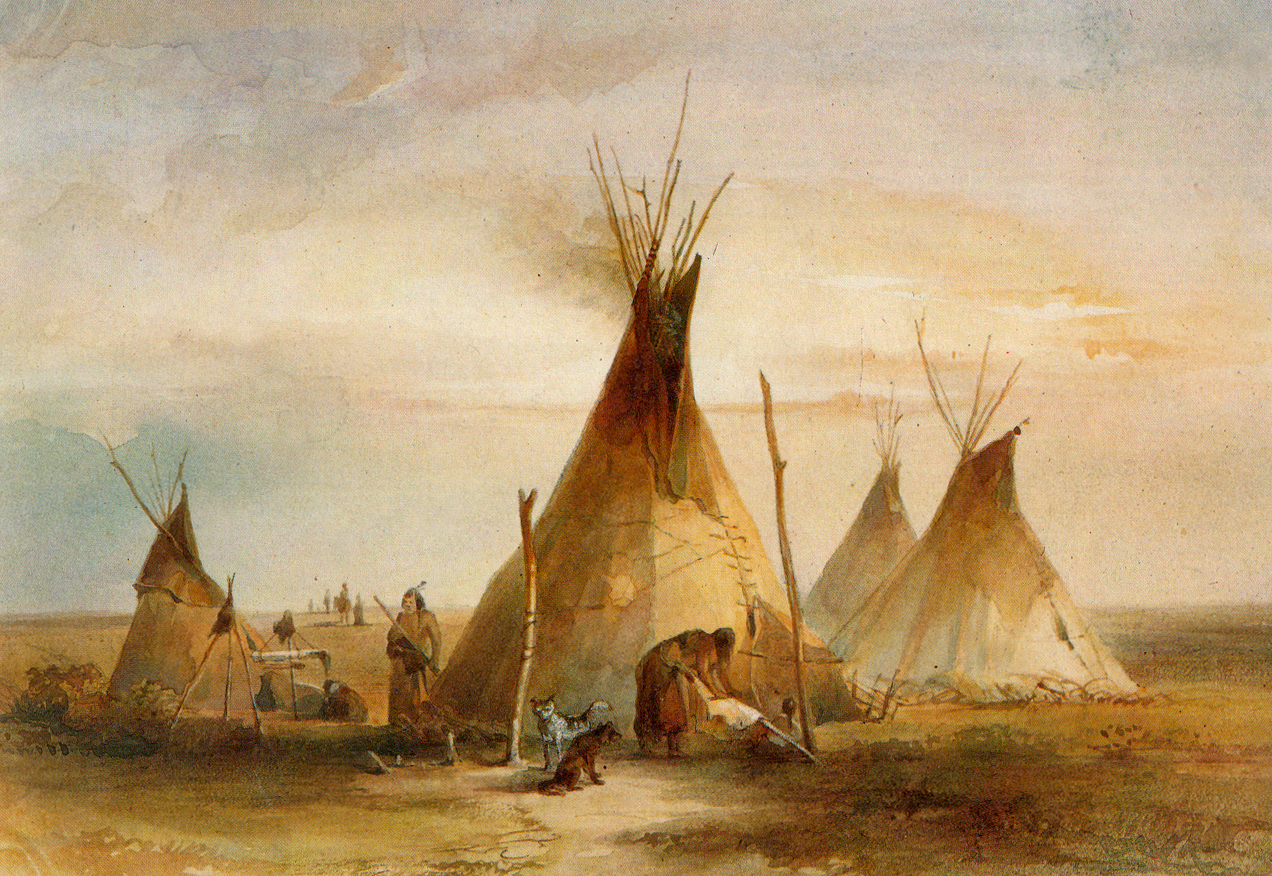
På den främsta tipin syns tydligt sömmen där buffelhudstältduken fästs med pinnar. Målning (beskuren) av Karl Bodmer 1833.

Tipi är den vedertagna, ursprungligen dakotaspråkiga, benämningen på den typ av konformiga tält som huvudsakligen präriefolket använde som permanent bostad. Själva ordet är egentligen ett verb Ti, med betydelsen "att vistas", med en tillagd pluraländelse.

## Utformning
Stommen i en tipi bestod vanligen av omkring 13-18 pålar med en typisk längd av ca 8 meter, d.v.s. efter att man förvärvat hästen. Innan dess var stängerna kortare och tipin mindre. Tipin transporterades på en häst- eller hunddragen travois.
Ovanpå stommen lades en halvcirkelformad tältduk, vanligen hopsydd av 13-16 buffelhudar, i senare tid av tyg. Duken fästes med träpinnar som stacks genom dukens ändar. Ingången placerades en bit över marken och var oftast cirkelformad med en täcklucka av buffelhud. Tipins nederkant fästes vid marken med tältpinnar av trä och vid behov även med stenar som lades på tältdukens utvikta kant. Med två av pålarna reglerades rökhålet högst upp i tipin som hade en central eldstad. Alla måltider tillreddes inne i tipin.
En nutida tipi är i allmänhet mindre, lättare och har färre stänger än 1800-talets. Förklaringen är helt enkelt att den moderna tipin varken är klädd med buffelhud eller avsedd att tjäna som familjebostad året runt.

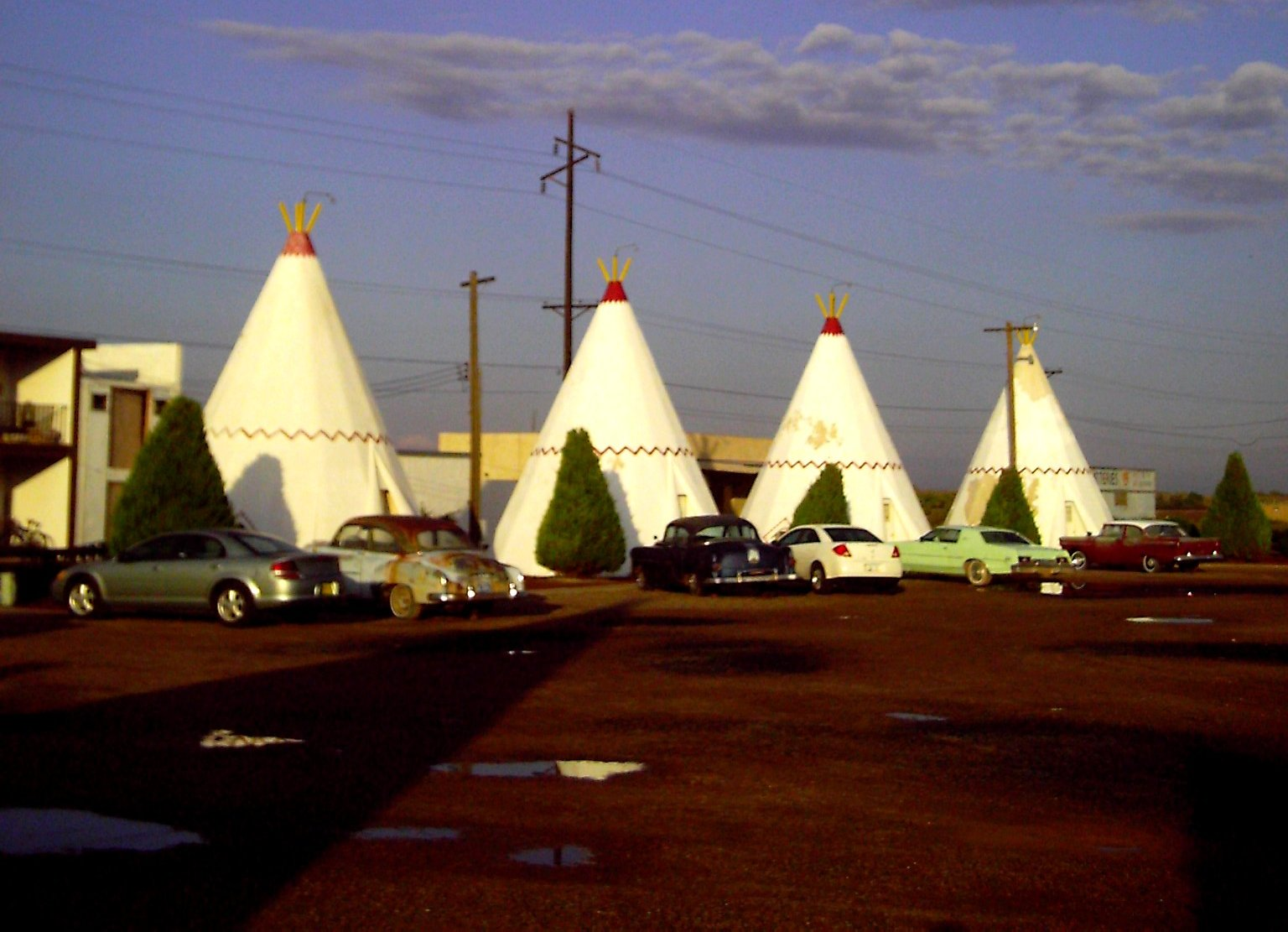
Wigwam Motel i Holbrook, som förvirrande nog är utformad med tipier som gästlogi.

## Sammanblandning
Ofta kallas tipin felaktigt för wigwam, men en sådan är inte ett koniskt tält utan en kupolformad hydda.
I Holbrook i Arizona finns hotellinrättningen Wigwam Motel. Gästernas logi består av koniska, tipiliknande hus vilka inte har någon likhet med en wigwam.